# Kungsamadin
Kungsamadin (Erythrura cyaneovirens) är en fågel i familjen astrilder inom ordningen tättingar.

## Utbredning och systematik
Kungsmadinen delas in i fem underarter med följande utbredning:
- E. r. regia – norra Vanuatu och Banksöarna
- E. r. efatensis – Efate
- E. r. serena – Aneityum
- E. c. gaughrani – Savai'i (Västra Samoa)
- E. c. cyaneovirens – Västra Samoa (Savai'i och Upolu)

## Status
IUCN kategoriserar arten som livskraftig.